# 광저우만 조차지
광저우만 조차지(Kouang-Tchéou-Wan, Kwangchowan)는 1898년부터 1945년까지 프랑스가 중국 남부의 레이저우반도 북동부에 조차하고 있던 지역으로, 현재는 광둥성 잔장시에 해당한다.

## 배경
1897년 프랑스 해군 바야르급 기갑함 "바야르"는 우연히 청나라 광둥성의 레이저우반도 동쪽 아래에 있는 바다로 들어갔는데 상당히 깊은 양항인 것에 놀랐다. 청일 전쟁 이후 열강들이 국력이 약해진 중국에서 영토를 할양받을 때, 프랑스도 1899년 이 만 일대를 점령하고 프랑스령 인도차이나의 관리 하에 두었다. 1899년 청나라와 프랑스 사이에 중불 상호 개정 『광저우만 조계 조약』(廣州灣租界條約)이 정식으로 체결되어 프랑스가 99년간 조차를 결정했다. 조약은 1900년부터 발효되었고, 광저우만 조차지를 공식적으로 인도차이나 연방에 추가하였다.

## 변천
프랑스는 광저우만의 중심부에 바야르 요새(Fort Bayard)를 쌓고 영국령 홍콩에 대응하는 대중국 무역 및 투자의 거점으로 삼았다.
프랑스가 경쟁자로 상정한 홍콩과 달리 광저우만 조차지는 경제적으로 발전하지 못했다. 프랑스인 인구는 300명을 밑돌았고, 전체 인구도 할양전인 20만명 수준에 머물렀다. 외진 위치는 경제 성장에 방해가 되었지만, 아편 밀수가 주요 산업이 되는 것을 도왔다.
중국인들의 반발은 식민 당국에게 큰 골치거리였는데, 1899년에는 프랑스인 공직자들이 참수당한채 발견되었다. 광저우만 식민 당국은 청나라가 살인을 사주한것으로 의심하고 수백명의 중국인들을 구금, 고문했다.
1940년 제2차 세계 대전에 의해 파리가 독일 국방군에 함락되고, 프랑스 드골 장군이 이끄는 자유 프랑스와 필리프 페탱 원수의 비시 프랑스로 분열되면서 중화민국은 자유 프랑스 망명 정부와 외교 관계를 수립했기 때문에, 광저우만 조차지는 자유 프랑스의 관할 하에 들어갔다. 그러나 일본은 1943년 비시 정부 사이에 ‘광저우만 공동 방위 협의’를 체결하고, 이 지역을 점령하고 광저우만 조차지를 일본-프랑스 공동 관리 하에 두었다. 자유 프랑스 정부와 중화민국 정부는 이에 관여하지 않았다.
1945년 8월 일본군이 무조건 항복하자, 프랑스 정부는 즉시 광저우만 조차지를 중화민국에 반환했다. 중국은 이 땅을 잔장시로 개칭했다.

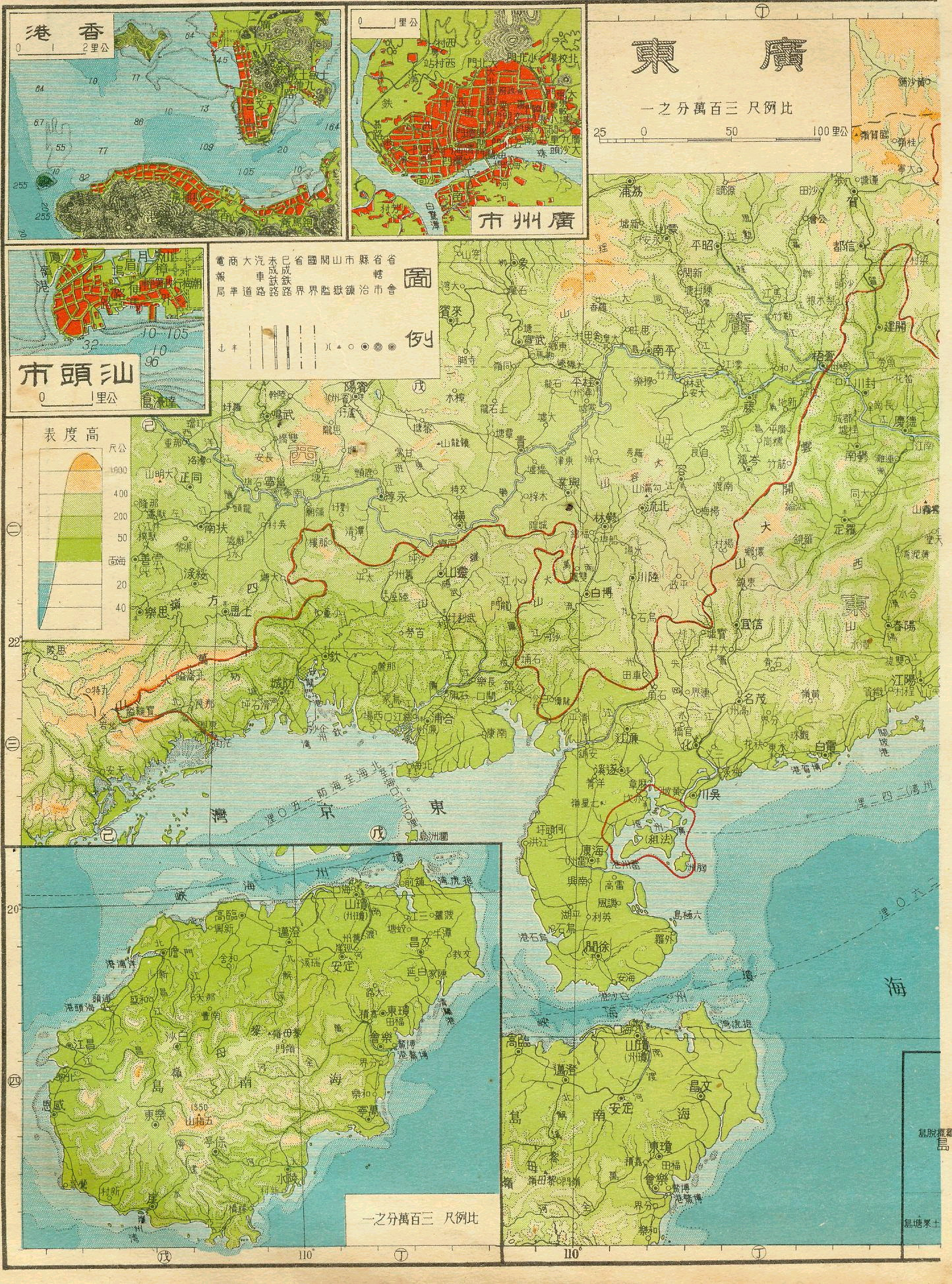
1935년의 광저우만.

## 현재
광둥성 잔장시 시내에는 현재도 프랑스 조차지 시대의 서양식 건축이 남아 관광지가 되고 있다. 프랑스가 눈여겨 본 심해항에는 중국 인민해방군 해군 기지가 들어섰다.

## 같이 보기
- 프랑스령 인도차이나
- 잔장시